# 魔法少女アイ2
『魔法少女アイ2』（まほうしょうじょアイ2）は、2002年9月27日にcolorsより発売された18禁アドベンチャーゲーム。2006年1月27日、『魔法少女アイ2 PLUS』発売。
colorsブランド作品第4作である。前作『魔法少女アイ』（アイ1）の続編であり、本作と区別するため「アイ2」という呼称も使用される。

## 概要
本作は『アイ1』から3年後の話。前作のキャラに加え、魔法戦士リンや予備校仲間の紫など新キャラが登場する。
『アイ1』からのダークな雰囲気と触手凌辱シーンはそのままに、よりコミカルなシーンが多くなった。異界（作品中ではあちら側やあっちの世界）についての事実やメグの過去など、前作で語られなかった秘密が明らかになると同時に、敵となるゆらぎについてなどさらなる謎が増えた。
なお、続編として2008年12月19日にミルキーズピクチャーズより『魔法少女アイ参』が発売された。

## あらすじ
前作の猟奇的殺人事件から数年が経った。浪人生の岡島秋俊は、都会に出て予備校に通っているが、加賀野愛（アイ）によって、記憶を封じられたことで、「何か大事なことを忘れた」ような、曖昧な日常を送っていた。そんなある日、秋俊は予備校から帰宅途中、化け物と戦う不思議な少女・リンを目撃する。その光景にデジャヴを引き起こして立ち尽くすが、リンに気付かれてしまい、記憶操作の魔法をかけられるが、全く効かなかった。リンは、秋俊を監視すべく、彼の自宅に押しかけられてしまう。こうして、秋俊とリンの奇妙な共同生活が始まるのだった。 

## 登場人物
岡島 秋俊（おかじま あきとし）
本作の主人公。前作の舞台・那火根町から都会に出てきて以来、アパートで一人暮らしをしながらの浪人生活。『アイ1』で魔法戦士・アイと恋仲になったものの、その後アイ自らによって記憶を封印され、「何か大事なものを忘れた」ような曖昧な日々を送っている。相変わらず魔法に対する耐性が強く、妖魔「ゆらぎ」と戦っているところを見られたリンがほどこした記憶操作の魔法も受け付けない。そのためリンの監視対象となり、自分の住む部屋に居つかれることとなる。
アイ（加賀野 愛〈かがの あい〉）声：阿谷ほのか
ゆらぎ討伐のため、異界から派遣されてきた魔法戦士。前作で秋俊の記憶を封印したものの、秋俊への愛情は募るばかり。朴念仁な性格は変わっていないが、前作ほどの冷徹さは無い。また、可愛いものや甘いものが好きな一面も健在。秋俊と明るく接することができるリンを内心羨ましく思っているものの、自ら記憶を封印した負い目もあり、気持ちを押し殺している。料理が全く出来ない。
Mの素質があり、絶頂時にお漏らしする癖がある。BADENDではその秘密をマユに暴かれてしまう。
リン（凛〈りん〉）声：笠原准
ゆらぎ討伐のため、異界から派遣されてきた魔法戦士。前述の理由で秋俊の家に居つく。性格は明るいが、戦士としてエリートコースを歩んできたため、プライドが高い。実戦で着実に成果をあげるアイに対し、実戦経験の無い自分に内心焦りを感じている。アイよりも、さらに細身で貧乳。子宮に寄生したマユを出産した際に子宮が壊れ、二度と子供が産めない身体にされる。
メグ（加賀野 愛〈かがの めぐ〉）声：瀬野摩紀
アイやリンの先輩にあたる魔法戦士。前作同様、温厚なお姉さん的な部分と、「鬼神」と呼ばれる絶大な戦闘力を兼ね備えた人物として登場。秋俊の住むアパートの管理人として、異界より派遣されてくる。異界の錬金術師・シン、およびその妹・マユと、過去に結びつきがあった。
宮広美景（みやひろ みかげ）声：白井綾乃
前作では秋俊の元クラスメイトで、本作では大学生となっている。おじである鵜飼の務める製薬会社・アルケーで、当初はアルバイトとして働いていたが、その後能力を認められ、鵜飼の秘書を務めることとなる。「心の弱さ」を持つ自分を内心嫌っており、高校時代以来、前向きな秋俊に憧れている。会社で困っていた鵜飼の仕事を手伝い始めたのも、秋俊の持つ内面的な強さを自分も手に入れたいと思ってのこと。
望月紫（もちづき ゆかり）声：野上奈々
秋俊の予備校仲間だが、こちらは現役の高校3年生。明るくさっぱりした性格。秋俊のことが好きで、密かなアプローチに気づかない鈍感な秋俊に、内心やきもきしている。
シン
異界の錬金術師でお尋ね者。追っ手から逃れることと、ある目的のため、秋俊の世界のある企業を裏で操っている。メグと渡り合うほどの魔力の持ち主だが、メグとは過去に結びつきがあり、また妹にマユがいる。
マユ声：野上奈々
異界の元魔法戦士で、メグの後輩にあたる。だが16年前のある事件で死亡し、兄・シンの手によりその後復活する。良くも悪くも純粋で、その幼い感情がおもむくままに行動する。
瑠璃男（るりお）
シンのある目的に協力する少年。シンと共にある企業に潜り込み、突然その企業の役員に就任する。美景を手篭めとし、シンとは異なる、自身の野望のためにも動いており、必ずしもシンの忠実な部下というわけではない。